# Boston Blackie's Chinese Venture
Boston Blackie's Chinese Venture é um filme de mistério de 1949 dirigido por Seymour Friedman, estrelado por Chester Morris. Este foi o último dos 14 filmes de Boston Blackie da Columbia Pictures. Richard Lane, que interpreta o Inspetor Farraday, foi o único outro personagem que apareceu em todos os filmes da série.

## Elenco
- Chester Morris como Boston Blackie
- Maylia Fong como Mei Ling
- Richard Lane como Inspetor William R. Farraday
- Sid Tomack como Shorty
- Frank Sully como Sargento Detetive Matthews
- Don McGuire como Les, o guia turístico
- Joan Woodbury como Red, the bar girl
- Charles Arnt como Pop Gerard
- Luis Van Rooten como Bill Craddock (como Louis Van Rooten)
- Philip Ahn como Wong Chung Shee